# FCグーニョン
フットボール・クルブ・ドゥ・グーニョン（Football Club de Gueugnon）は、フランスソーヌ＝エ＝ロワール県グーニョンに本拠地を置くサッカークラブチーム。
1940年創設。地元の製鋼所がサポートしていたことから、ニックネームは鍛冶屋（Les Forgeron）。1947年にはアマチュアながら初のタイトルを手にする。
2000年、リーグ・ドゥに所属しながらカップでオリンピック・マルセイユを退け準々決勝に進出。リーグカップでは、決勝でリーグ・アンの強豪パリ・サンジェルマンを2-0で下し優勝（2部チームによる同タイトルの獲得はフランスサッカー史上初）。クラブ初のUEFAカップ出場権も手にした。
翌シーズンはその反動で多くのタレントを放出することとなり、降格の危機を味わった。2007-2008シーズンはリーグ・ドゥで最下位となり、3部リーグのフランス全国選手権に降格。2010-11シーズンはクラブの破産によりシーズン途中から試合が一切禁止され（記録上は0-2の敗戦として処理）、シーズン終了後、ブルゴーニュ地域リーグへの降格が命じられた。

## タイトル

### 国内タイトル
- リーグ・ドゥ: 1回

1978-79
- フランスアマチュア選手権: 2回

1946-47, 1951-52
- クープ・ドゥ・ラ・リーグ: 1回

1999-2000
- ブルゴーニュ地域リーグ: 1回

2012-13

### 国際タイトル
なし

## 過去の成績
- 1997-1998　リーグ・ドゥ　11位
- 1998-1999　リーグ・ドゥ　6位
- 1999-2000　リーグ・ドゥ　5位
- 2000-2001　リーグ・ドゥ　10位 / カップ　ベスト8 / リーグカップ　優勝
- 2001-2002　リーグ・ドゥ　14位
- 2002-2003　リーグ・ドゥ　11位
- 2003-2004　リーグ・ドゥ　16位
- 2004-2005　リーグ・ドゥ　12位
- 2005-2006　リーグ・ドゥ　11位
- 2006-2007　リーグ・ドゥ　10位
- 2007-2008　リーグ・ドゥ　20位　　降格
- 2008-2009　フランス全国選手権　11位
- 2009-2010　フランス全国選手権　16位
- 2010-2011　フランス全国選手権　21位　　降格
- 2011-2012　ブルゴーニュ地域リーグ・Honneur Ligue Seniors　7位
- 2012-2013　ブルゴーニュ地域リーグ・Honneur Ligue Seniors　2位　　昇格
- 2013-2014　フランスアマチュア選手権2・グループD 11位
- 2014-2015　フランスアマチュア選手権2・グループF 8位

## 歴代監督
- ヴィクトル・ズブンカ　2005-2007
- アレックス・デュポン　2007-2008
- ウベール・フルニエ　2008
- ルネ・ル・ラメール　2009-2010
- セルジュ・ロマーノ　2010

## 歴代所属選手
- アリ・ブムニジェル　1988-1991, 1992-1997
- フランク・ジュリエッティ　1994-1997
- シルヴァン・ディスタン 1999–2000
- ナディル・ベルハジ　2002-2004
- ギョーム・オアロ 2006-2007
- アリ・シッソコ 2007-2008